# Sidi Amar (Saïda)
Pour les articles homonymes, voir Sidi Amar et Franchetti.
Sidi Amar — anciennement Franchetti lors de la colonisation française — est une commune de la wilaya de Saïda, en Algérie.

## Administration
Fin 2019, le président de l’APC est placé en détention provisoire sur la base d'accusations liées à la corruption.